# Lista de prefeitos de Conchal
Esta é a lista de prefeitos do município de Conchal, estado brasileiro de São Paulo.
| Nº | Nome                            | Partido | Início do mandato | Fim do mandato |
| 1  | Francisco Magnusson             | PSP     | 1949              | 1953           |
| 2  | Anselmo Zani                    | UDN     | 1954              | 1957           |
| 3  | José Ferreira de Melo           | PSP     | 1958              | 1961           |
| 4  | Anselmo Zani                    | UDN     | 1962              | 1965           |
| 5  | Nelson Gomes Esteves da Cunha   | ARENA   | 1966              | 1969           |
| 6  | Egydio Corte                    | ARENA   | 1970              | 1973           |
| 7  | Salvador Leitão                 | ARENA   | 1974              | 1977           |
| 8  | Bento Laerte Ferreira de Melo   | MDB     | 1978              | 1982           |
| 9  | Egydio Corte                    | PDS     | 1983              | 1988           |
| 10 | Wilson Lozano                   | PTB     | 1989              | 1992           |
| 11 | Santo Waldemar Ferreira de Melo | PSDB    | 1993              | 1996           |
| 12 | Bento Laerte Ferreira de Melo   | PSDB    | 1997              | 2000           |
| 13 | Valdeci Aparecido Lourenço      | PFL     | 2001              | 2004           |
| 14 | Valdeci Aparecido Lourenço      | PFL     | 2005              | 2008           |
| 15 | Orlando Caleffi Junior          | PSDB    | 2009              | 2012           |
| 16 | Valdeci Aparecido Lourenço      | DEM     | 2013              | 2016           |
| 17 | Luiz Vanderlei Magnusson        | PSDB    | 2017              | 2020           |
| 18 | Luiz Vanderlei Magnusson        | PSDB    | 2021              | 2024           |
| 19 | Orlando Caleffi Junior          | PL      | 2025              | 2028           |